# Han Bongdzsin
Han Bongdzsin (hangul: 한봉진, handzsa: 韓奉鎮, RR: Han Bong-Zin; 1945. szeptember 2. –) Észak-koreai válogatott labdarúgó.
Az Észak-koreai válogatott tagjaként részt vett az 1966-os világbajnokságon.